# Identitätsgleichung
Eine Identitätsgleichung, oft kurz Identität genannt, ist eine als Gleichung geschriebene mathematische Aussage zur Gleichheit von Ausdrücken, Formeln oder Funktionen auf gewissen Definitionsbereichen.

## Erläuterung
Identitätsgleichungen enthalten in der Regel Variablen. Es geht dann aber nicht darum, diese zu bestimmen, sondern es wird behauptet, dass beide Seiten der Gleichung, die sich durch Einsetzen von beliebigen Elementen des vereinbarten Definitionsbereichs an Stelle der Variablen ergeben, zum selben Wert führen. Es gibt auch Identitätsgleichungen, die mathematische Konstanten zueinander in Bezug setzen und keine Variablen enthalten, beispielsweise die Eulersche Identität {\displaystyle \mathrm {e} ^{\mathrm {i} \,\pi }+1=0}.
Als Beispiel wird die binomische Formel
{\displaystyle (a+b)^{2}=a^{2}+2ab+b^{2}}   für alle {\displaystyle a,b\in \mathbb {R} }
betrachtet. Diese Identität besagt, dass, ganz gleich welche reellen Zahlen man für {\displaystyle a} oder {\displaystyle b} einsetzt, der Wert der linken Seite, das Quadrat der Summe aus den für {\displaystyle a} und {\displaystyle b} eingesetzten Zahlen, gleich dem Wert der rechten Seite, der Summe der einzelnen Quadrate plus dem Doppelten des Produktes aus den für {\displaystyle a} und {\displaystyle b} eingesetzten Zahlen, ist.
Der verwendete Definitionsbereich {\displaystyle \mathbb {R} } ist hier üblich, weil er oft dem Kenntnisstand des Anwenders dieser Formel entspricht. Stellt man sich ein Schulniveau vor, auf dem der Schüler erst die rationalen Zahlen, das heißt die Brüche, aber noch nicht die reellen Zahlen kennengelernt hat, so wird man obige Identität mit dem kleineren Definitionsbereich {\displaystyle \mathbb {Q} } an Stelle von {\displaystyle \mathbb {R} } angeben. Hat man schließlich die komplexen Zahlen kennengelernt, so wird man den größeren Definitionsbereich {\displaystyle \mathbb {C} } verwenden.
In weiter fortgeschrittener Mathematik lernt man Definitionsbereiche kennen, in denen diese binomische Formel nicht mehr gilt, z. B. die Menge der 2×2-Matrizen. Dies zeigt, dass das Bestehen von Identitäten vom gewählten Definitionsbereich abhängt. Dieser muss daher immer vereinbart sein, das geschieht entweder stillschweigend oder durch explizite Angabe.
Eine weitere bekannte Identität ist
{\displaystyle \sin ^{2}(x)+\cos ^{2}(x)=1}   für alle {\displaystyle x\in \mathbb {R} }.
Auch hier geht es nicht darum, den Wert der Variablen {\displaystyle x} zu bestimmen. Das ist gar nicht möglich, weil der Satz für jeden denkbaren Wert von {\displaystyle x} gilt. Die zweimalige Verwendung des {\displaystyle x} schreibt lediglich vor, beide Male denselben Wert einzusetzen. Diese Identität sagt also aus: Wenn man von irgendeiner reellen Zahl Sinus- und Kosinuswert bestimmt, diese quadriert und anschließend addiert, erhält man immer das Ergebnis 1.
Zur Verdeutlichung verwendet man – gerade bei Identitäten für Funktionen reeller Zahlen oder anderer Definitionsbereiche – an Stelle des Gleichheitszeichens das Symbol „≡“ und liest „ist identisch gleich“, zum Beispiel:
{\displaystyle \sin ^{2}(x)+\cos ^{2}(x)\equiv 1}   für alle {\displaystyle x\in \mathbb {R} }.
Diese Schreibweise ist eine besonders in technischen Fachrichtungen verbreitete Konvention, sie ändert nichts an der oben vorgestellten Bedeutung. Dieses Zeichen wird dort insbesondere gern für die Gleichheit von Funktionen verwendet. Es ist aber immer noch eine Gleichheit gemeint, sodass die Verwendung des anderen Zeichens „≡“ auch Verwirrung stiften kann, zumal dieses Zeichen von vielen Autoren für die Modulo-Operation verwendet wird. Die Verwendung dieser Zeichen wird in der Regel in einleitenden Abschnitten von Lehrwerken festgelegt, sodass im Zweifel diese einleitenden Abschnitte zu konsultieren sind.

## Formale Definition
Formal handelt es sich bei einer Identität um eine Allquantifizierung, wobei das Prädikat eine Gleichheitsrelation ist. Es spricht wohl auch nichts dagegen, allgemeiner beliebige Äquivalenzrelationen als Prädikat zuzulassen.
Sei „{\displaystyle =}“ die Gleichheitsrelation auf einer Menge {\displaystyle M}. Eine Identität ist nun jede Aussage der Form
{\displaystyle \forall x\in G\colon \,T_{1}(x)=T_{2}(x),}
wobei {\displaystyle T_{1},T_{2}} Funktionen aus {\displaystyle \mathrm {Abb} (G,Z)} mit {\displaystyle Z\subseteq M} sind. Die Definitionsmenge {\displaystyle G} wird im Kontext des Allquantors auch „Grundmenge“ genannt.
Zu bemerken ist, dass es sich bei {\displaystyle x} z. B. auch um ein Tupel handeln kann. Unabhängig davon können {\displaystyle T_{1},T_{2}} z. B. auch Tupel als Wert haben. Daher sind Gleichungen mit mehreren Variablen sowie Gleichungssysteme in der Definition mit eingeschlossen.
Beispiel: Mit {\displaystyle x:=(x_{1},x_{2})} und {\displaystyle G:=\mathbb {R} \times \mathbb {R} } gilt:
{\displaystyle \forall x\in G\colon \,\sin(x_{1}+x_{2})=\sin(x_{1})\cos(x_{2})+\cos(x_{1})\sin(x_{2})}